# Паасброд

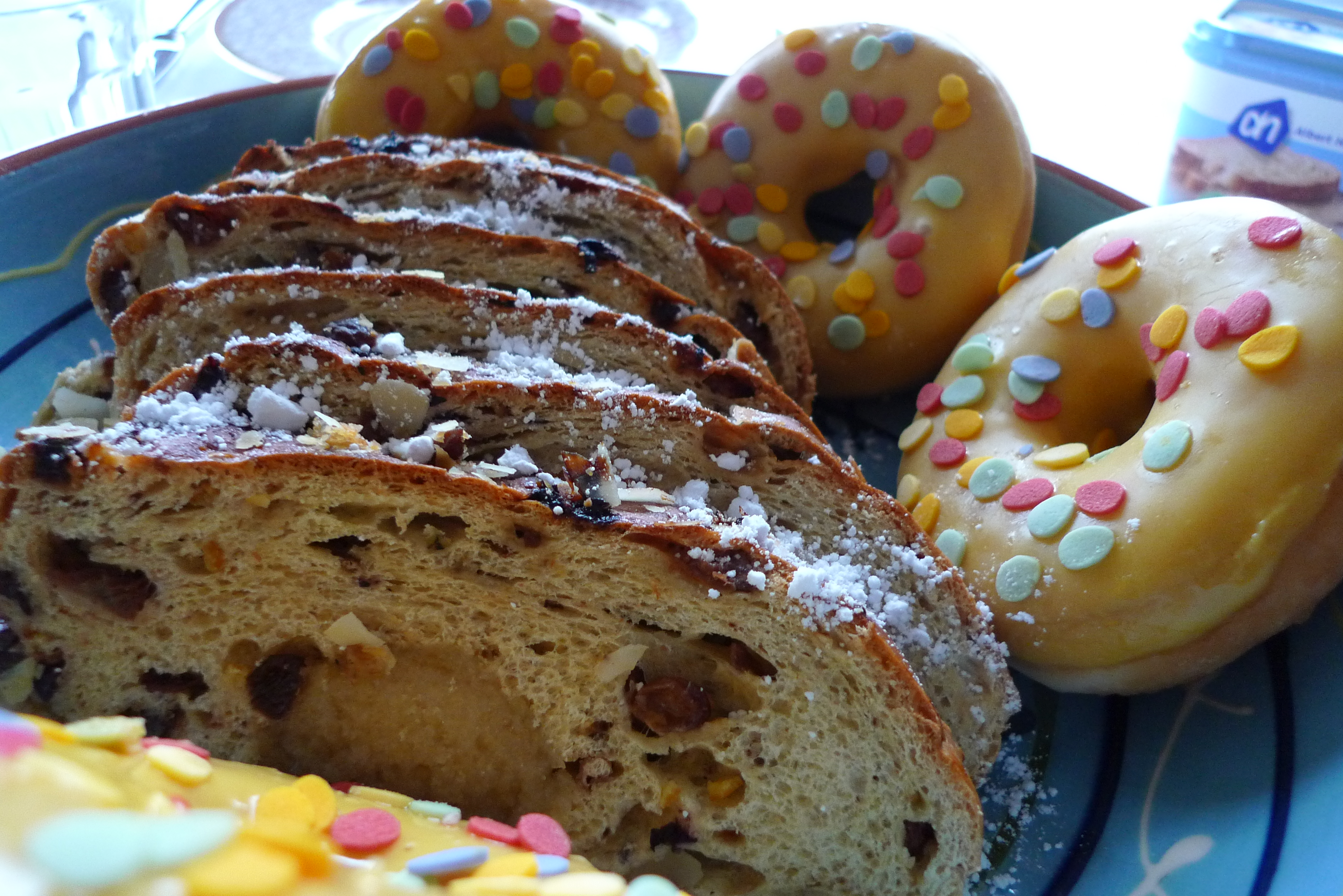
Голландский пасхальный хлеб паасброд (слева)

Паасброд (от нидерл. Paasbrood — «пасхальный хлеб»), также керстштоль (Kerststol), или просто штоль (Stol) — сладкая голландская рождественская и пасхальная выпечка вытянутой формы.
Такой праздничный хлеб, аналог кулича, характерен для многих германоязычных стран (см. штоллен). В Нидерландах он готовится из дрожжевого теста, на молоке, сливочном масле, и яйцах; в составе — обязательно много орехов, сухофруктов (изюма, кураги, сушёной вишни, инжира), цукатов, специй (корицы). Для придания аромата паасброду в рецепте теста встречаются ликёры. Также отличается низким содержанием сахара, сладость хлеба достигается за счёт большого количества сухофруктов и начинки. Часто используется марципановая начинка. Сверху украшается глазурью или посыпается сахарной пудрой.